# 1000 palabras y frases peruanas
1000 palabras y frases peruanas es un libro de carácter lexicográfico de la lingüista peruana Martha Hildebrandt. El libro fue publicado en 2011 y es un estudio sobre los orígenes y el uso de 1000 palabras y frases que se utilizan comúnmente en Perú.

## Descripción
El libro está dividido en tres secciones:
- Neologismos: incluye palabras recientemente acuñadas en Perú, como «chuponcito» (un pequeño chupete) y «chachalaquear» (chismear).
- Peruanismos: contiene palabras y frases que son únicas en Perú, como «jalar» (beber) y «cucharear» (engañar).
- Formaciones o expresiones inaceptables en la lengua culta: incluye palabras y frases consideradas incorrectas o inaceptables en el español culto.

Para cada palabra o frase, Hildebrandt proporciona una definición, el origen de la palabra y ejemplos de cómo se utiliza en el contexto peruano. También ofrece una clasificación de la palabra o frase, indicando si se considera común, rara u obsoleta.
1000 palabras y frases peruanas es considerado como un recurso valioso para aquellos que deseen aprender más sobre el «español peruano», idioma español hablado por el 82.6 % de habitantes mayores de 5 años del Perú, según el censo del 2017 realizado por el INEI.